# Yuasa
Yuasa (湯浅町?, Yuasa-chō) è una cittadina giapponese della prefettura di Wakayama.

## Geografia fisica
Si affaccia su una baia del canale di Kii, che separa il mare interno di Seto dall'Oceano Pacifico. Yuasa si trova 30 km a sud del capoluogo prefettuale Wakayama. La costa si trova alla periferia orientale, non vi sono stabilimenti balneari ed è particolarmente tranquilla. A parte la stretta spiaggia e il centro cittadino, il resto del territorio municipale è montuoso.

## Storia
È il luogo dove fu fatta per la prima volta la salsa di soia in Giappone, nel XIII secolo. La cittadina ha avuto un periodo di splendore tra il XVII e il XIX secolo per la sua produzione di salsa di soia e di miso kinzanji. Ancora nel ventunesimo secolo a Yuasa si trovano diversi laboratori artigianali dove si possono vedere gli originali macchinari in legno e dove salsa di soia e miso vengono fatti con i sistemi tradizionali. Il centro storico, dove sono conservati diversi antichi edifici in legno che richiamano il periodo Edo {1603 – 1868), è stato designato come uno dei distretti di conservazione delle architetture tradizionali giapponesi.